# Dígha-nikája
Dígha-nikája („Sbírka dlouhých rozprav“) je soubor buddhistických textů, první z pěti nikájí (sbírek) tvořících Sutta-pitaku, která je jedním ze „tří košů“ Tipitaky théravádové buddhistické školy (také nazývaná jako pálijský kánon). Tento soubor, jak už jeho název napovídá, se skládá z obsahově velkých (dlouhých) Buddhových rozprav (sutt). Zahrnuje jedny z nejznámějších a nejpopulárnějších sutt jako je např. Mahá-parinibbána sutta (DN 16), která popisuje poslední Buddhovy dny a jeho smrt, Sigálóváda sutta (DN 31), v níž Buddha vysvětluje morální pravidla a praxi laických stoupenců buddhismu, Samaňňaphala sutta (DN 2), v níž obšírně vysvětluje jednotlivé výhody mnišského života, Brahmadžála sutta (DN 1), ve které popisuje a srovnává svůj přístup s ostatními filozofickými směry tehdejší Indie, a Potthapáda sutta (DN 9), která popisuje praxi a výhody meditace klidu (samathá).

## Obsah Dígha-nikáje
Dígha-nikája se skládá z 34 rozprav, které jsou rozčleněny do tří částí (Sílakkhandha-vagga, Mahá-vagga a Pátika-vagga):
- Sílakkhandha-vagga (Skupina ctnosti):

1. Brahmadžála sutta (Všepokrývající síť)
2. Sámaňňaphala sutta
3. Ambattha sutta
4. Sónadanda sutta
5. Kútadanta sutta
6. Maháli sutta
7. Džálija sutta
8. Kassapasíhanáda sutta nebo Mahá Sihanáda sutta nebo Sihanáda sutta
9. Potthapáda sutta
10. Subha sutta
11. Kévaddha sutta nebo Kévatta sutta
12. Lóhičča sutta
13. Tévidždža sutta
- Mahá-vagga (Velká skupina):

14. Mahá Padána sutta
15. Mahá Nidána sutta (Velká rozprava o zdroji)
16. Mahá Parinibbána sutta (Velká rozprava o Mistrově úplném odpoutání)
17. Mahá Sudassana sutta
18. Džanavasabha sutta
19. Mahá Góvinda sutta
20. Mahá Samaja sutta
21. Sakkapaňha sutta
22. Mahá Satipatthána sutta (Velká rozprava o ustavení uvědomění)
23. Pájási sutta nebo Pájási Radžaňňa sutta
- Pátika-vagga (Pátika skupina):

24. Pátika sutta nebo Páthika sutta
25. Udumbarikásíhanáda sutta nebo Udumbarika sutta
26. Čakkavattisíhanáda sutta nebo Čakkavatti sutta
27. Aggaňňa sutta
28. Sampasádanija sutta nebo Sampasádaníja sutta
29. Pásádika sutta
30. Lakkhana sutta
31. Sigálóváda sutta (Rady Sigálovi)
32. Átánátija sutta
33. Sangíti sutta
34. Dasuttara sutta (Vzestupné dekády)